# 미에촌 (아키타현)
미에촌(三重村)은 아키타현 히라카군에 설치되었던 촌이다.